# Justin Hartley
Justin Scott Hartley (Knoxville (Illinois); 29 de enero de 1977) es un actor estadounidense conocido por sus papeles en televisión, que incluyen a Fox Crane en la serie diaria de la NBC Passions (2002–2006), a Oliver Queen en la serie de The CW Smallville (2006–2011), a Adam Newman en la serie diaria de la CBS The Young and the Restless (2014–2016) , Kevin Pearson en la serie de televisión This Is Us (2016-2022) y a Colter Shaw en la serie Tracker (2024)

## Primeros años
Hartley nació en Knoxville (Illinois) y se crio en Orland Park (Illinois), con su hermano Nathan y sus hermanas Megan y Gabriela. Después de graduarse de Carl Sandburg High School, asistió a la Southern Illinois University Carbondale y University of Illinois at Chicago donde se especializó en historia y teatro.

## Carrera
Justin Hartley interpretó a Fox Crane en la telenovela Passions de 2002 a 2006. En 2006, desempeñó el papel protagonista como Aquaman en un piloto de televisión para The CW titulado Aquaman (o Mercy Reef), que finamente no cristalizó en una serie. Posteriormente, apareció en siete episodios de la serie Smallville como el millonario Oliver Queen. En 2008, regresó a Smallville como miembro de reparto regular, después de la salida de Kristin Kreuk y Michael Rosenbaum. Hartley también coescribió el episodio "Sacrifice" de 2010 y dirigió el episodio "Dominion" en 2011. En 2008 interpretó a Tom en la película Red Canyon, filmada en Utah.

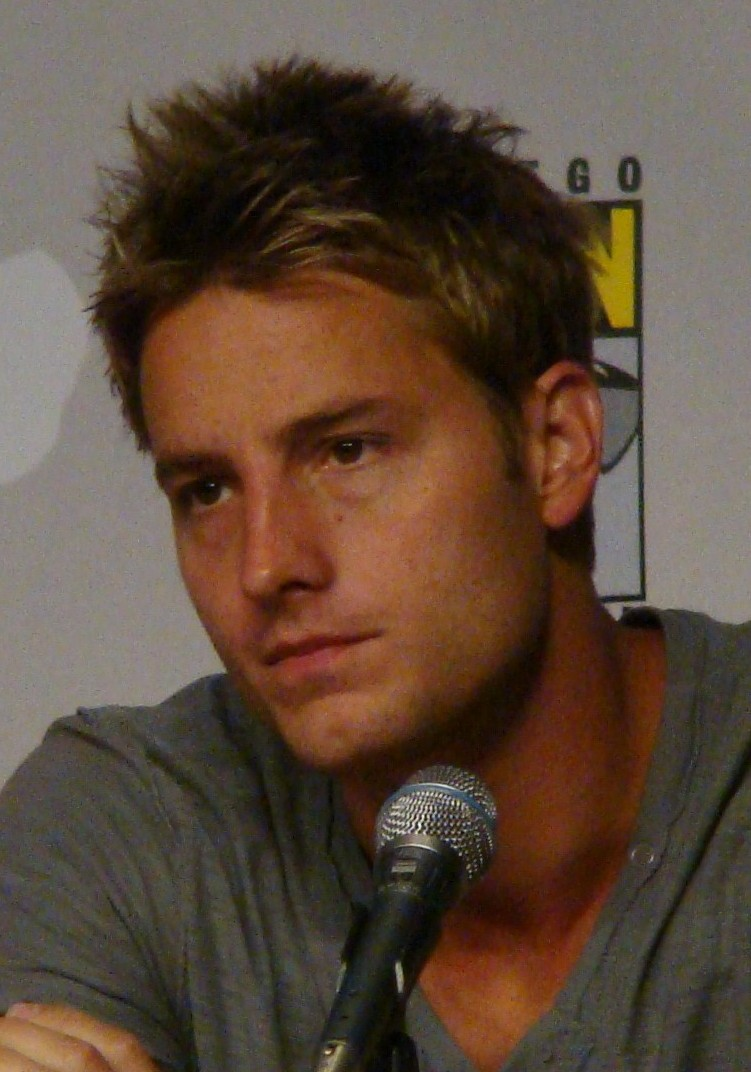
Hartley en 2010

Después de Smallville, Hartley apareció junto a Mamie Gummer en el drama de comedia de CW Emily Owens, M.D., pero el show fue cancelado después de una temporada. También fue estrella invitada en Chuck, Castle, y Hart of Dixie, y desde 2013 a 2014, tuvo un papel regular como el hijo ilegítimo de Madeleine Stowe, Patrick Osbourne, en Revenge. En febrero de 2014, consiguió el papel principal de Tim junto a Anna Camp en el piloto de ABC Damaged Goods, pero el programa nunca vio la luz. En marzo de 2014, fue elegido para un papel regular en la segunda temporada de la serie dramática de ABC Mistresses como el cirujano plástico Scott Thompson, en el Josslyn Carver (Jes Macallan) estaba interesada. En noviembre, trabajó en el papel de Adam Newman en The Young and the Restless de CBS, y desempeñó el papel hasta septiembre de 2016. En 2015, se anunció que Hartley había sido elegido para un papel regular en la serie dramática de NBC This Is Us, serie que fue lanzada en septiembre de 2016. En 2017 tuvo un papel coprotagonista en la comedia A bad moms Christmas.
En 2024 protagoniza la serie dramática "Tracker".

## Vida personal
En 2003, Hartley comenzó a salir con su compañera de reparto en Passions Lindsay Korman (quien interpretó a Theresa López-Fitzgerald). Después de seis meses de noviazgo, se comprometieron el 13 de noviembre de 2003 y, el 1 de mayo de 2004, se casaron en una pequeña ceremonia. El 3 de julio de 2004, Korman dio a luz a su hija Isabella Justice. El 6 de mayo de 2012, se anunció que, tras ocho años de matrimonio, Lindsay solicitó el divorcio en el Tribunal Superior del Condado de Los Ángeles, citando "diferencias irreconciliables" y pidiendo la custodia física y legal conjunta de su hija. Actualmente mantienen una relación de amistad y comparten la custodia legal de su hija. 
En 2014, Hartley comenzó a salir con la actriz Chrishell Stause, y en julio de 2016, anunciaron su compromiso. Se casaron el 28 de octubre de 2017 y residían en Valley Glen (Los Ángeles). En noviembre de 2019, Hartley solicitó el divorcio, mencionando diferencias irreconciliables. En diciembre del mismo año solicitó la disolución del matrimonio mediante mensaje de texto.
En el año 2021 se casó con la también actriz Sofía Pernas con quien aún mantiene una relación.

## Filmografía

### Cine
| Año  | Título                 | Papel               | Notas                       |
| ---- | ---------------------- | ------------------- | --------------------------- |
| 2005 | Race You to the Bottom | Joe                 |                             |
| 2008 | Red Canyon             | Tom                 |                             |
| 2009 | Spring Breakdown       | Todd                |                             |
| 2009 | A Way with Murder      | Ted Rawlings        |                             |
| 2010 | Scorpio Men on Prozac  | Bill King           |                             |
| 2015 | The Challenger         | James               |                             |
| 2017 | Another Time           | Eric Laziter        | también productor ejecutivo |
| 2017 | A Bad Moms Christmas   | Ty Swindle          | [ 15 ]                      |
| 2019 | Little                 | Mr. Marshall        |                             |
| 2019 | Jexi                   | Brody               |                             |
| 2022 | Senior Year            | Blaine Balbo        |                             |
| 2022 | Noel Diary             | Jacob “Jake” Tunder |                             |

### Televisión
| Año       | Título                     | Papel                         | Notas |
| --------- | -------------------------- | ----------------------------- | --- |
| 2002-2006 | Passions                   | Nicholas Foxworth "Fox" Crane | Principal |
| 2006-2011 | Smallville                 | Green Arrow/Oliver Queen      | Recurrente (temps. 6–7); principal (temps. 8–10); 72 episodios director ("Dominion"); guionista ("Sacrifice") |
| 2007      | CSI: NY                    | Elliott Bevins                | Episodio: "Heart of Glass"                                                                                    |
| 2007      | Cold Case                  | Mike Delaney (1982)           | Episodio: "Justice"                                                                                           |
| 2009      | MegaFault                  | Dan Lane                      | Telefilme |
| 2011      | Chuck                      | Wesley Sneijder               | Episodio: "Chuck Versus the Bearded Bandit"                                                                   |
| 2012      | Castle                     | Reggie Starr                  | Episodio: "An Embarrassment of Bitches"                                                                       |
| 2012      | Hart of Dixie              | Jesse Kinsella                | Episodio: "Bachelorettes & Bullets"                                                                           |
| 2012-2013 | Emily Owens, M.D.          | Will Collins                  | 13 episodios                                                                                                  |
| 2013      | Melissa & Joey             | Noah Butler                   | Episodio: "Fast Times"                                                                                        |
| 2013-2014 | Revenge                    | Patrick Osbourne              | Recurrente; 13 episodes                                                                                       |
| 2014-2016 | Mistresses                 | Scott Thompson                | Recurrente (temps. 2–4)                                                                                       |
| 2014-2016 | The Young and the Restless | Adam Newman                   | Principal |
| 2016-2022 | This Is Us                 | Kevin Pearson                 | Principal |
| 2024      | Tracker                    | Colter Shaw                   | Principal |

| Año  | Título          | Rol        | Notas        |
| ---- | --------------- | ---------- | ------------ |
| 2008 | Gemini Division | Nick Korda | 12 episodios |

## Premios y nominaciones
| Año  | Premio                   | Categoría                                                        | Trabajo                    | Resultado | Ref.   |
| ---- | ------------------------ | ---------------------------------------------------------------- | -------------------------- | --------- | ------ |
| 2005 | Soap Opera Digest Awards | Mejor actor principal más joven                                  | Passions                   | Nom       |        |
| 2005 | Soap Opera Digest Awards | Triángulo Favorito (compartido con Lindsay Hartley y Brook Kerr) | Passions                   | Nom       |        |
| 2009 | Streamy Awards           | Mejor actor masculino en una serie dramática de la web           | Gemini Division            | Nom       | [ 16 ] |
| 2016 | Daytime Emmy Award       | Mejor actor principal en una serie dramática                     | The Young and the Restless | Nom       | [ 17 ] |